# 卡爾默 (阿肯色州)
卡爾默（英語：Calmer）是位於美國阿肯色州克里夫蘭縣的一個非建制地區。該地的面積和人口皆未知。

## 地理
卡爾默的座標為33°56′15″N 92°01′51″W / 33.93750°N 92.03083°W，而該地的平均海拔高度為77米（即253英尺）。